# باك تاي سونغ
باك تاي سونغ (بالكورية: 박태성، من مواليد 14 سبتمبر 1955) سياسي كوري شمالي. وهو نائب رئيس حزب العمال الكوري ورئيس الجمعية الشعبية العليا من عام 2019 إلى عام 2023. في 29 ديسمبر 2024، عُيّن باك رئيسًا للوزراء في كوريا الشمالية في ختام الاجتماع العام السنوي للجنة المركزية لحزب العمال الكوري، خلفًا لكيم توك هون.

## السيرة الشخصية
ولد عام 1955، وهو سياسي كان نشطًا بشكل رئيسي في حزب العمال الكوري. بعد أن عمل كعضو في اللجنة المركزية للحزب، أصبح عضوًا مرشحًا في المكتب السياسي للحزب. في أغسطس 2012، أصبح نائب مدير اللجنة المركزية لحزب العمال الكوري. في مايو 2014، تم تعيينه أمينًا مسؤولاً للجنة الحزب الإقليمية في بيونغان الجنوبية. يُعرف بأنه أحد كبار المسؤولين التنفيذيين في إدارة التنظيم والتوجيه لحزب العمال الكوري وشخصية رئيسية تدير بالفعل جمهورية كوريا الشعبية الديمقراطية. في عام 2021، اختفى لفترة وجيزة من الأحداث الرسمية في كوريا الشمالية، مما أدى إلى شائعات عن تطهير. في عام 2014، تم تعيينه أمينًا مسؤولاً لحزب الإقليمية في بيونغان الجنوبية لحزب العمال الكوري. تم التأكيد على أنه قد تنحى عن منصب رئيس مجلس الشعب الأعلى في يناير 2023  وهو يشغل حاليًا منصب عضو المكتب السياسي لحزب العمال الكوري وأمين العلوم والتعليم كيمتم تعيينه خلفًا لرئيس الوزراءحتى نهاية ديسمبر 2024.